# Рябчинська Юлія Петрівна

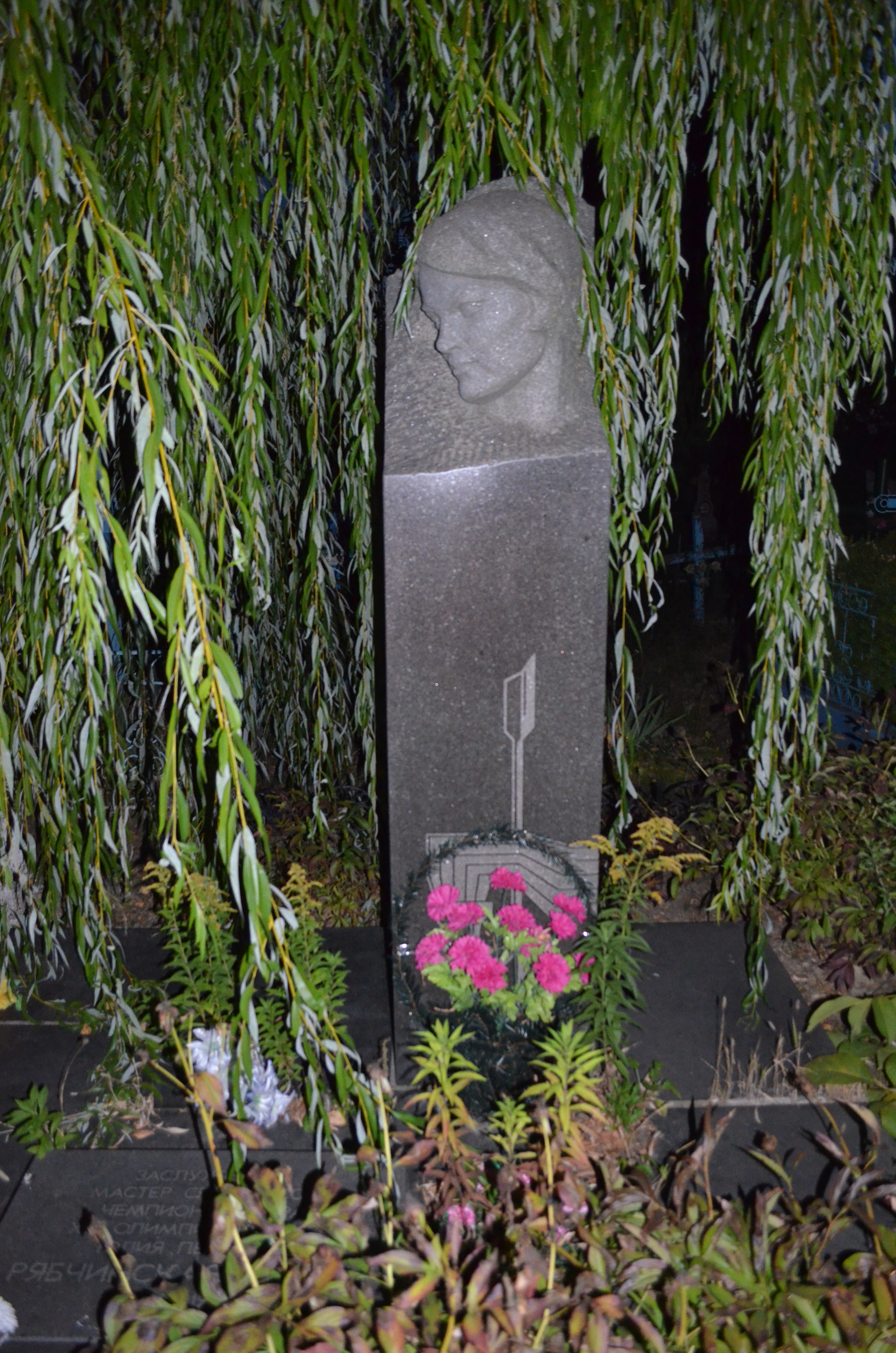
Могила Юлії Рябчинської на кладовищі у Піщанці

Ю́лія Петрі́вна Рябчи́нська (*21 січня 1947, Піщанка Вінницька область, УРСР — †13 січня 1973, Палеостомі, Грузинська РСР) — українська веслярка, байдарочниця, олімпійська чемпіонка (1972), чемпіонка світу (1971)

## Біографія
Ю. Рябчинська народилась у 1947 році в районному центрі Піщанка на Вінниччині, у багатодітній сім'ї. З дитинства працювала на ланах, там же закінчила школу. В атестаті мала дві трійки і одну з них з фізичного виховання. Юлія Рябчинська мріяла потрапити до естрадно-циркового училища, але її не прийняли. Юлія влаштувалась на курси медичних сестер у Вінниці (зараз Вінницький медичний коледж ім. акад. Д. К. Заболотного[недоступне посилання з липня 2019]). Саме тут вперше побачила веслування і зацікавилася. 5 вересня 1972 року Юлія веслом спробувала олімпійську воду.
Виступаючи за СРСР на мюнхенській Олімпіаді, вона отримала золоту медаль за перемогу в перегонах байдарок на 500 метрів
Підготував Юлію Рябчинську — чемпіонку Ігор ХХ Олімпіади (1972 р.) на байдарці-одиночці, чемпіонку світу (1971 р.) на байдарці-четвірці  Дяченко Геннадій Павлович — заслужений тренер УРСР (1968 р.), заслужений тренер СРСР (1973 р.).
«Геннадій Павлович Дяченко — кваліфікований тренер і дуже чуйна людина. У свій час він підтримав моє бажання стати мамою, вважаючи, що головне призначення жінки — дати життя людині. Тому народження мого сина сприйняв як стимул довести всім, що свого слова у спорті я ще не сказала. Поки я тренувалася, Геннадій Павлович з моїм немовлям на руках години три ходив уздовж берега, встигаючи за цей час нагодувати і приспати маля. Нам із ним дуже легко працювалося. Ми завжди знаходили спільну мову в усьому: разом працювали, разом раділи»
Юлія Рябчинська, олімпійська чемпіонка
В 1973 році Юлія трагічно загинула. Через чотири місяці після олімпійської звитяги Рябчинська брала участь у тренувальному зборі на озері Палеостомі в Грузії і, упавши там у холодну воду, померла від переохолодження. Похована вона в Піщанці. 

## Вшанування пам'яті
У школі, де навчалась Юлія Рябчинська, створений музей, її ім'ям названа вулиця в Піщанці і м. Поті (Грузія, де вона загинула).
На корпусі № 2 медичного коледжу ім. акад. Д. К. Заболотного розміщена меморіальна дошка "В цьому будинку в 1967—1968 роках навчалась Юлія Рябчинська чемпіонка ХХ Олімпійських ігор з веслування на байдарках і каное."Тренувалася в Одесі в добровільному спортивному товаристві «Локомотив».

## Відзнаки
- Орден "Знак Пошани"

- Звання "Заслужений майстер спорту СРСР"